# Euroscaptor mizura
Euroscaptor mizura là một loài động vật có vú trong họ Talpidae, bộ Soricomorpha. Loài này được Gunther mô tả năm 1880.